# Bloque de Cascajal

Esquema del Bloque de Cascajal y sus 62 glifos.

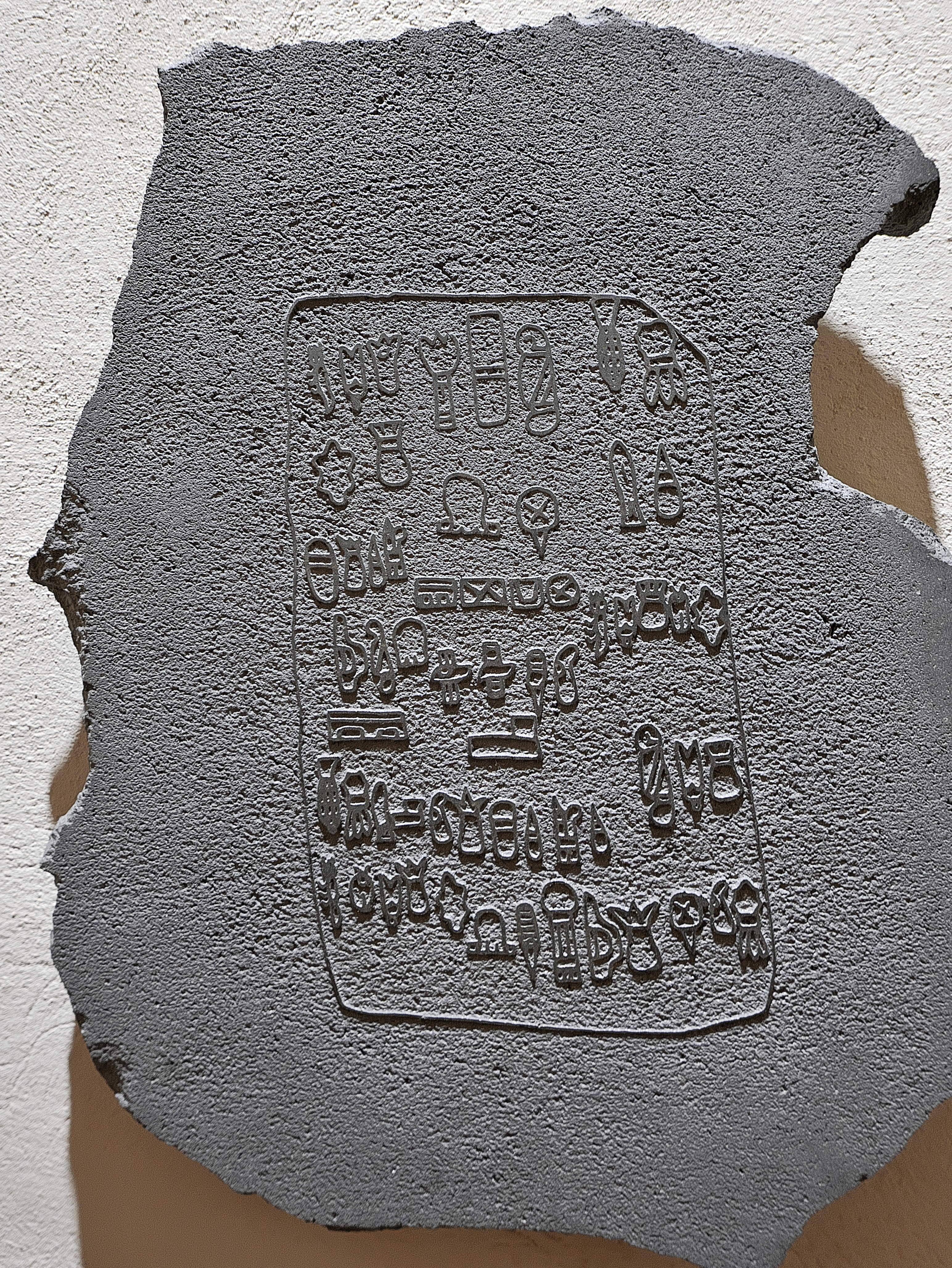
Réplica

La piedra o bloque de Cascajal es un bloque de piedra con glifos olmecas. Fue descubierto en 1999 en una cantera en el poblado del Cascajal, comuna de Lomas de Tacamichapa, en el municipio de Jáltipan, estado de Veracruz, México.
Fue hallada por los arqueólogos Carmen Rodríguez Martínez y Ponciano Ortiz Ceballos.
El bloque de Cascajal empezó a ser estudiado en el año 2005. Los estudios hicieron sospechar que era la escritura más antigua descubierta en América. Previo al descubrimiento algunos suponían que la escritura americana no había aparecido sino unos 200 años a. C., pero estos glifos poseen una antigüedad de alrededor de 3,000 años, según la prueba del carbono-14.

## Contexto arqueológico

### El descubrimiento
El texto se encuentra en una losa del tamaño de una tablilla, que es clasificada como escritura y data de antes del primer milenio. El arqueólogo Stephen D. Houston, de la Universidad de Brown, opina que este descubrimiento ayuda “a ligar la civilización olmeca a la alfabetización, documentar un sistema desconocido de escritura y a revelar aún más la complejidad de esta civilización.”
El bloque de Cascajal fue descubierto por constructores de caminos en los años 90, en una pila en ruinas de la aldea Lomas de Tacamichapa, en tierras de Veracruz.
La losa de serpentina pesa cerca de 11,5 kg, mide 36 cm de longitud, 21 cm de ancho y de alto 13 cm. El bloque de piedra fue descubierto en un hoyo de grava situado como a un kilómetro de la zona arqueológica de San Lorenzo, en el estado de Veracruz.
Las inscripciones grabadas tienen conexión con las representaciones ya conocidas de la civilización olmeca.

### Antigüedad
El bloque de Cascajal fue encontrado entre unos cascos y figurines de cerámica de arcilla; por ello, el bloque se ha fechado como perteneciente a la fase de zona arqueológica de San Lorenzo que terminó el 900 a. C., lo que significa que la escritura del bloque es unos 400 años más antigua que cualquier otra escritura conocida en el hemisferio occidental.

## Contenido del bloque

### Los glifos
El bloque consta de 62 glifos o símbolos, algunos de los cuales se repiten hasta cuatro veces. Algunos glifos se asemejan a plantas, tales como el maíz, o animales, como insectos y pescados. Muchos de los símbolos son cajas abstractas o gotas.
Los símbolos en el bloque de Cascajal se diferencian de cualquier otro sistema de escritura mesoamericana, por ejemplo de los idiomas maya o ísmico.
El bloque de Cascajal es también inusual porque sus símbolos están ordenados en filas horizontales, mientras que otras escrituras conocidas de Mesoamérica suelen usar filas verticales. Aún así, Engelhardt y Carrasco (2024) han señalado la similitud existente con las hachas Tlatenco y Humboldt en la disposición horizontal de signos y en paquetes de tres, algo que también ocurre con varios signos en el bloque.
Según los investigadores, estos glifos se clasifican entre los más antiguos del mundo. La mayor parte de los símbolos del bloque son idénticos o muy similares a los hallados en la iconografía olmeca, una de las civilizaciones precolombinas más grandes y anterior a los mayas y los aztecas.
Aunque algunos arqueólogos escépticos, como David Grove y Christopher Pool o Max Schvoerer, dudan de la autenticidad de los glifos, porque según ellos la piedra no fue presentada ese mismo día por los investigadores.

### Interpretación
Los 62 pictogramas posiblemente tenían como función expresar ideas de la vida diaria. Según Caterina Magni, una italiana experta en la cultura olmeca, se puede ver como un posible “lenguaje de señas” y que probablemente fue colocada inicialmente en terracota; después, con otras ayudas, hicieron "una forma de escritura coherente con un pensamiento cuidadoso prioritariamente en el campo religioso y, en menor grado, en el campo de la sociopolítica".
Por su parte, Joshua D. Engelhardt y Michael D. Carrasco (2024) han señalado, en diversas oportunidades, la importancia de abordar el problema del origen de la escritura en Mesoamérica a partir de herramientas conceptuales de la lingüística, como la distinción ícono, índice y símbolo entre los signos. Con este enfoque, han defendido la idea de que se trata de escritura muy temprana, destacando el hecho de que, a diferencia de los textos en esculturas o cerámica, la losa de piedra en sí no forma parte de la composición visual o no aporta a la interpretación de los signos. Pertenecería a un momento de transición hacia la lexicalización completa, cuando los signos reflejan plenamente el habla. 
Señalan que es posible reconocer tropos lingüísticos particulares, denominados disfrasismos, que apuntan ya a un cambio en la forma de organizar los signos. Uno de éstos se trataría del agrupamiento central de cuatro signos de manera consecutiva: trono, petate, elemento U y bandas cruzadas. El disfrasismo el trono y el petate hace referencia, según los autores, al señorío o gobierno (como es posible observar en los grabados que representan a gobernantes a lo largo de Mesoamérica). Por su parte, los elementos que componen el segundo disfrasismo se encuentran asociados al monstruo acuático o dragón mítico recurrentemente representado en la iconografía olmeca. 
Considerando los elementos vegetales y de autolaceración que dominan en el resto de glifos, apoyan la interpretación del bloque como la representación de los deberes de un gobernante para asegurar la renovación vegetal (Engelhardt y Carrasco, 2024, p. 60; Freidel y Reilly, 2010)